# Гранд-Кі (район)
Гранд-Кі (англ. Grand Cay District) — один з адміністративних районів в складі Багамських Островів. Розташований на крайній півночі країни, включає в себе низку дрібних островів, найбільшими з яких є Гранд-Кі, Великий Сейл-Кі, Стрейнджер-Кі, Олд-Янкі-Кі та Великий Картерс-Кі, а також велику кількість морських скель. Адміністративним центром району є єдине місто Гранд-Кі-Сіті.
В районі розвинені туризм, в основному дайвінг. Більшість островів мають білі піщані пляжі, популярні у туристів. Деякі острови вкриті мангровими лісами.
| Багамські Острови | Це незавершена стаття з географії Багамських Островів. Ви можете допомогти проєкту, виправивши або дописавши її. |